# Commodore 65

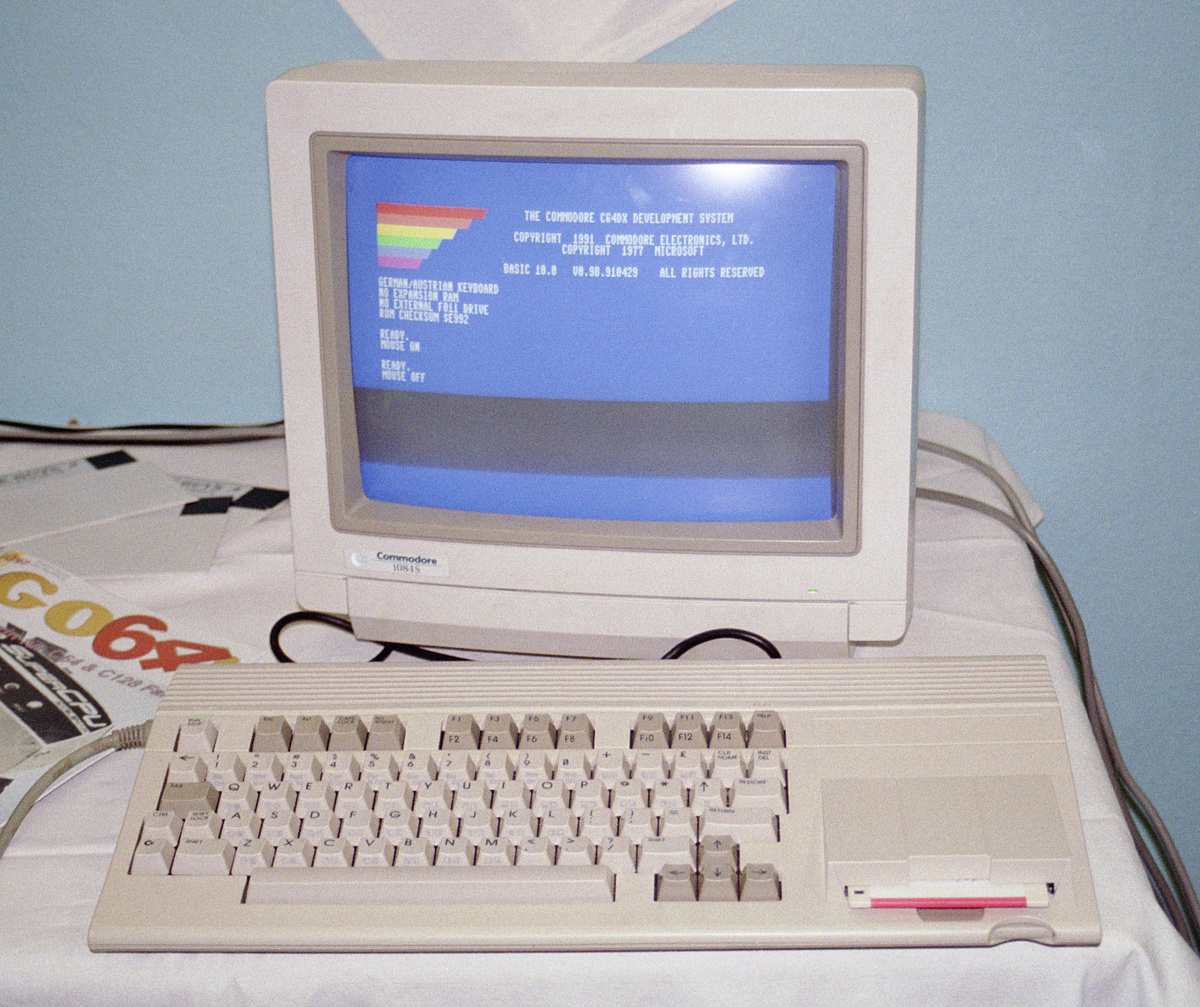
Commodore 65

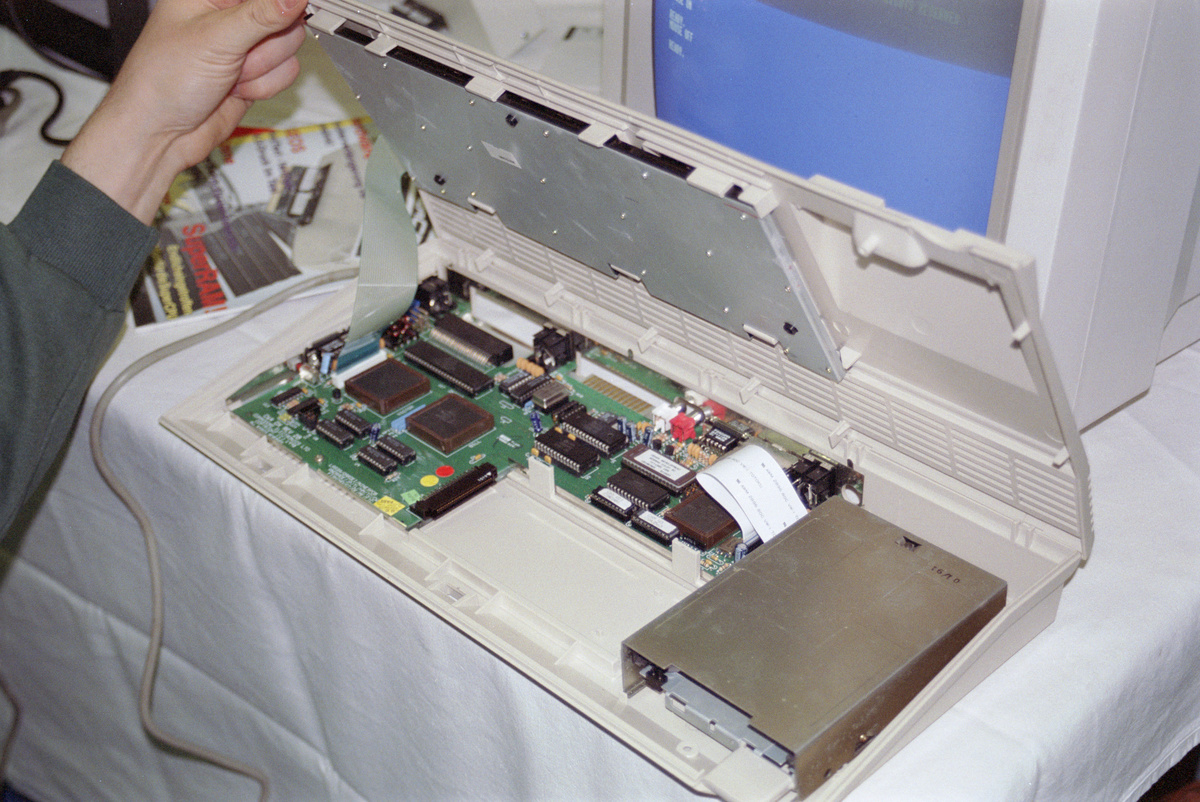
Wnętrze komputera

Commodore 65 (znany także jako C64DX) – prototypowy komputer opracowany w latach 1990–1991 przez Commodore International. Miał on być rozbudowaną wersją C64, z dodatkowymi funkcjami zbliżającymi komputer do konstrukcji Amigi. C65 nigdy nie został oficjalnie wprowadzony na rynek, jednak po upadku firmy w 1994 pewna liczba egzemplarzy (oceniana na 50 do 2000) została sprzedana.

## Parametry
- CPU 4510 3.45 MHz (kompatybilny z MOS 6502)
- 128 kB RAM rozszerzalne do 8 MB poprzez slot podobny do użytego w komputerze Amiga 500
- 128 kB ROM zawierający Commodore BASIC v10 (istnieje sześć wersji ROMu powstałych od stycznia do października 1991)
- GPU CSG4567 (VIC-III) umożliwiający wyświetlanie 256 z palety 4096 kolorów i oferujący tryby graficzne 320×200×256 kolorów, 640×200×256 kolorów, 640×400×16 kolorów z przeplotem, 1280×200×16 kolorów z przeplotem i 1280×400×4 kolory z przeplotem
- dwa chipy SID (razem 6 kanałów dźwięku stereofonicznego)

Komputer posiadał obudowę podobną do C64 czy C128, ale z wbudowaną stacją dysków 3,5" (zmodyfikowana wersja stacji 1581, pojemność 800 kB) i wydzielonymi klawiszami kursorów oraz klawiszem Escape znanym z Amigi.